# Pomología

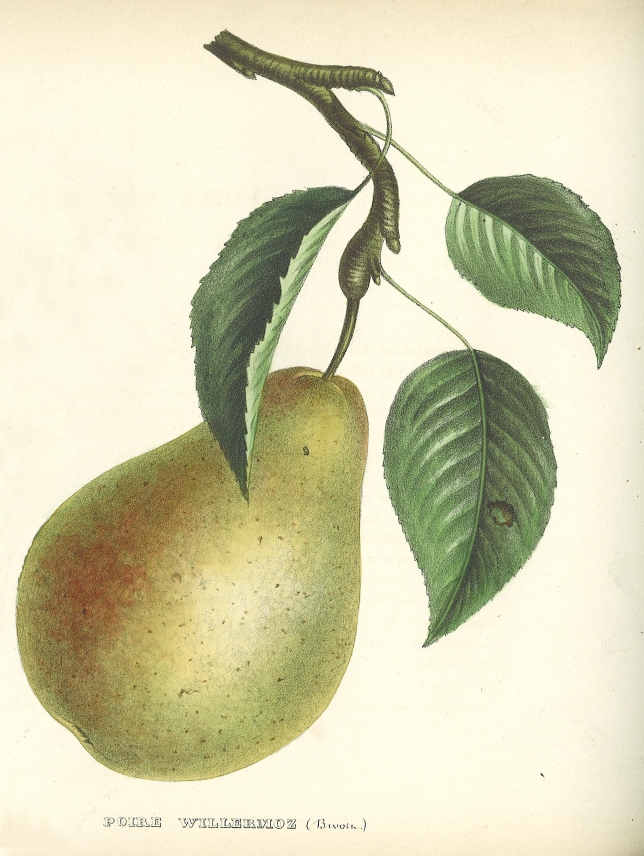
Ilustración de la variedad de pera 'Willermoz', del libro Album de pomologie de Alexandre Bivort

Pomología (del latín pomum (fruto) + -logía) es una rama de la botánica que se especializa en el estudio, la descripción, identificación y clasificación de las frutas.

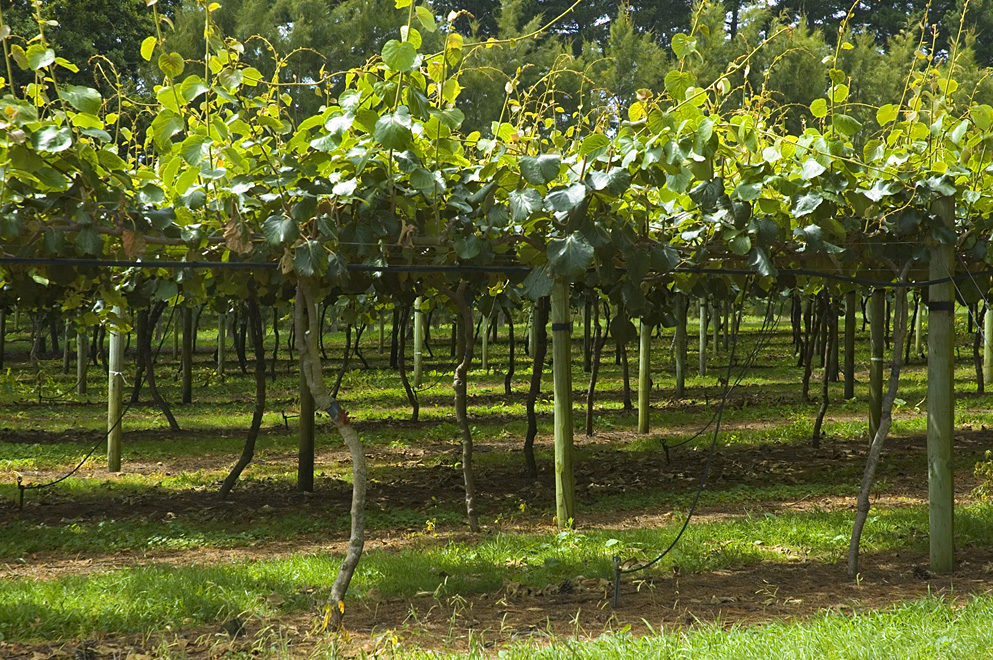
Plantación de kiwis.

La investigación de la pomología se centra principalmente en el desarrollo de las técnicas de cultivo y los estudios fisiológicos en árboles frutales. Sus objetivos son la mejora del árbol frutal, incluyendo el realce de la calidad de la fruta, la regulación de los períodos de producción, y la reducción de su coste.
La palabra «pomología», muy usada en otros idiomas como el inglés y el francés, es poco utilizada en nuestra lengua. En su lugar, es mucho más frecuentado el término fruticultura, entendiéndose por tal a la ciencia que estudia el cultivo de especies leñosas y semileñosas productoras de frutas, aplicando tecnologías basadas en principios biológicos y fisiológicos, para obtener un rédito económico de la actividad. La fruticultura involucra además el estudio del mejoramiento genético de los árboles frutales y la elaboración o adecuación de las técnicas de producción.

## Origen
Los primeros libros sobre pomología aparecieron alrededor del siglo XVIII. Estaban ricamente ilustrados y procedían principalmente de Alemania y Francia.
Los primeros pomólogos, Jean-Baptiste de La Quintinie (1624-1688), Johann Hermann Knoop (c.1700-1769) o Henri Louis Duhamel du Monceau (1700-1782) no se dedicaron exclusivamente a describir las diferentes variedades de frutas, sino que, ellos mismos, trabajaban en la recuperación y conservación del patrimonio existente de viejas variedades históricas, además del mejoramiento y la creación de variedades nuevas.

## Pomólogos célebres
- Charles Downing
- André Leroy
- Jean-Baptiste Van Mons
- Iván Vladímirovich Michurin